# Парохија Буњевци
Парохија Буњевци (лат. Parochia Bunjevci) била је католичка парохија у Калочкој архиепископији под влашћу Турака.
Јужни делови Угарске су у време турских освајања претрпели велике људске и материјалне губитке. Старији слој становништва је или изгинуо у сукобу са Турцима или се разбежао пред њима. Турске власти су зато на опустеле крајеве насељавали Србе са Балкана, међу којима и католике из Далмације.
Папа Павле V је 1612. послао мисионара Вартоломеја Кашића у „папску мисију у Турско царство у пределе где се говори далматински“. Његов званичан задатак је био „да се проповедањем Божје речи и обављањем сакрамената католички верници утврде у католичкој вери, а расколници и хришћани окаљани јересима, као овце које скрећу с правог пута спаса, врате на прави пут римокатоличке вере и поуче“. Требало је да са собом понесе папино писмо које је било упућено „свим Христовим верницима у градовима Будиму, Печују и другим европским местима која се налазе под турском влашћу“.
Симеон Јован Матковић, католички мисионар у Србији, Славонији и Јужној Угарској под Турцима, пореклом из Олова у Босни, тражио је 1622. од Конгрегације за ширење вере у Риму да му се да на управу парохија Буњевци у Калочкој архиепископији са старим привилегијама (cum antiquis facultatibus). Наводно је овде деловао. Букинац преноси навод „да се поменути свештеник у поменутој жупанији већ старао за добробит њених душа“ (dictum sacerdotem in memorata parochia curam animarum jam exercuisse).